# Microcarpaea minima
Microcarpaea minima är en gyckelblomsväxtart som först beskrevs av Anders Jahan Retzius, och fick sitt nu gällande namn av Elmer Drew Merrill. Microcarpaea minima ingår i släktet Microcarpaea och familjen gyckelblomsväxter. Inga underarter finns listade i Catalogue of Life.